# سترامبینلو
سترامبینلو (به ایتالیایی: Strambinello) یک کومونه در ایتالیا است که در استان تورین واقع شده‌است. سترامبینلو ۲٫۱ کیلومتر مربع مساحت و ۲۶۳ نفر جمعیت دارد.